# دیگو ملا
دیگو ملا (انگلیسی: Diego Mella؛ زادهٔ ۱ فوریهٔ ۱۹۹۳) بازیکن فوتبال اهل ایتالیا است.
از باشگاه‌هایی که در آن بازی کرده‌است می‌توان به باشگاه فوتبال پارما، باشگاه فوتبال اینتر میلان، و باشگاه فوتبال ارورا پرو پاتریا ۱۹۱۹ اشاره کرد.
وی همچنین در تیم ملی فوتبال زیر ۱۶ سال ایتالیا بازی کرده‌است.